# East Ayrshire
East Ayrshire är en av Skottlands kommuner. Kommunen gränsar till North Ayrshire, Renfrewshire, South Lanarkshire, South Ayrshire och Dumfries and Galloway.

## Orter
- Auchinleck
- Catrine, Craigmalloch, Cumnock
- Dalmellington, Dalrymple, Darvel, Drongan
- Galston, Greenholm
- Kilmarnock
- Mauchline, Muirkirk
- Netherthird, New Cumnock, Newmilns
- Patna
- Riccarton
- Stewarton, Sorn